# (10684) Бабкина
(10684) Бабкина (лат. Babkina) — типичный астероид главного пояса, открыт 8 сентября 1980 года советским астрономом Людмилой Журавлёвой в Крымской астрофизической обсерватории и 18 марта 2003 года назван в честь советской и российской певицы Надежды Бабкиной.

## Обнаружение и именование
(10684) Бабкина
Открыт 8 сентября 1980 года в Крымской астрофизической обсерватории Л. В. Журавлёвой.
Надежда Георгиевна Бабкина (р. 1950) — народная артистка России, художественный руководитель ансамбля “Русская песня”.
Оригинальный текст (англ.)10684 Babkina
Discovered 1980 Sept. 8 by L. V. Zhuravleva at the Crimean Astrophysical Observatory.
Nadezhda Georgievna Babkina (b. 1950) is a People's artist of Russia and the artistic director of the ensemble “Russian song”.
Источники: 20030318/MPCPages.arc; M.P.C. 48156.

## Орбита

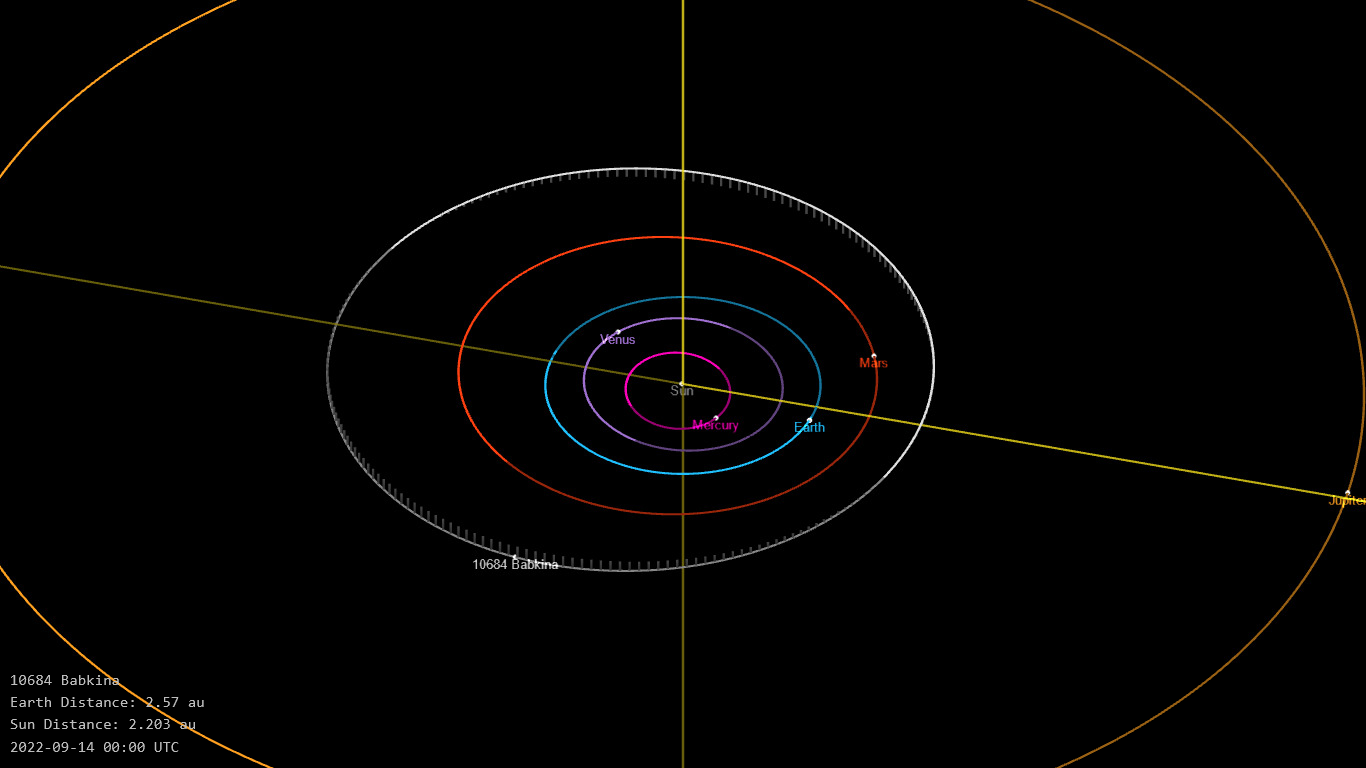
Орбита астероида Бабкина и его положение в Солнечной системе

## Физические характеристики
Из наблюдений системы телескопов панорамного обзора и быстрого реагирования Pan-STARRS следует, что астероид относится к таксономическому классу S.
По результатам исследований Palomar Transient Factory, наблюдений системы телескопов панорамного обзора и быстрого реагирования Pan-STARRS и наблюдений системы последнего оповещения о столкновении астероида с Землей ATLAS абсолютная звёздная величина астероида сначала оценивалась равной 14,789±0,003m, позже — 14,83±0,35m, 14,61±0,036m и 15,10±0,076m.